# Plestiodon nietoi
Plestiodon nietoi là một loài thằn lằn trong họ Scincidae. Loài này được Feria-Ortiz & García-Vázquez mô tả khoa học đầu tiên năm 2012.